# Selenocosmia obscura
Selenocosmia obscura là một loài nhện trong họ Theraphosidae.
Loài này thuộc chi Selenocosmia. Selenocosmia obscura được Arthur Stanley Hirst miêu tả năm 1909.